# Elidyr Llydanwyn
Elidyr Llydanwyn (Elidurus in latino e Elider in inglese; attorno al 462) è stato il primo re del Rheged meridionale, ereditandolo dal padre Meirchion Gul (prima metà del V secolo).
Il regno copriva gli odierni Lancashire e Cheshire ed era probabilmente incentrato su Ribchester e Lancaster.
Si conosce poco su di lui, diversamente dal suo contemporaneo Elidyr Mwynfawr, principe dello Strathclyde, con cui viene spesso confuso.